# Шотт, Пьер
Пьер Шотт (фр. Pierre Schott, 24 апреля 1958, Страсбург) — французский автор песен, композитор и певец. Окончив Высшую школу Луи Люмьера, он также получил профессию звукорежиссёра.

## Биография
Пьер Шотт стал известен с 1980-х годов, образовав группу Raft с певцом Кристианом Фужероном (Christian Fougeron). Их дуэт, в котором Шотт был басистом, гитаристом и клавишником, выпустил два альбома в жанре поп-регги на лейбле Polydor и в 1987 один из дисков стал золотым после продажи 500 000 экземпляров хита «Yaka dansé».
В 1990-е годы после распада Raft Шотт выпустил три сольных альбома «Le Nouveau Monde» («Новый мир») на лейбле Virgin в 1992 году (в том числе один — «Je te voudrai quand même» — в дуэте с Танитой Тикарам), альбом «Le Retour à la Vie Sauvage» на лейбле Dreyfus в 1995 году и «Le Milieu du Grand Nulle Part» на лейбле Musidisc в 1998 году (с Кайком Хорнсом, 8 треков с музыкой Эрика Клэптона).
В 2000-е годы годах Пьер Шотт выпускает сборники, в частности альбом «Radio 777» (французский рок для Globe/Sony), «Cool Crooners of Bulawayo» (джаз и вокал Зимбабве для Globe/Sony), «SuperDog» (брит-поп для Warner Allemagne), Benjamin Téhoval (блюз) и другие.
Под руководством своего менеджера и друга Кристиана Нуали, Пьер Шотт в конце 2007 года выпускает свой четвёртый альбом «Zenland» в стиле электро и даунтемпо. Забытый музыкальной индустрией, этот альбом, также как и следующий, распространяется через Интернет. А летом 2010 года выходит альбом «La Fiancée du Silence», являющийся логическим продолжением предшествующего, и оформленный сказочно-вдумчивой музыкой, исполненной на электрогитаре «Blue clair». Этот альбом объявлен заключительным в дискографии этого нестандартного формата.

## Избранная дискография
- 1992: «Le Nouveau Monde»
- 1994: «Le Retour А La Vie Sauvage»
- 1998: «Le Milieu Du Grand Nulle Part»
- 2007: «Zenland»
- 2010: «La Fiancée du Silence»